# Ambient network
Ambientní sítě (anglicky Ambient Networks) je řešení současných problémů v rámci slučování sítí, kde je žádoucí nepřerušené spojení s okolním světem při přecházení z jedné sítě do druhé. Cílem projektu je vyvinout softwarovou síťovou infrastrukturu, běžící jakožto nadstavba nad současnou nebo budoucí fyzickou síťovou infrastrukturou, umožňující zařízením se spojovat navzájem, a skrz každé další zařízení se připojit do okolního světa.
Koncept ambientních sítí přišel z výzkumného projektu IST Ambient Network, sponzorovaného evropskou komisí v rámci programu Sixth Framework Program (FP6).

## Projekt ambientních sítí
Ambientní sítě je rozsáhlý projekt v rámci programu evropské unie Sixth Framework Program, zkoumající budoucí komunikační systémy za hranicí dnešních fixních sítí a mobilních sítí třetí generace. Je součástí Světové bezdrátové iniciativy (Wireless World Initiative). Projekt pracuje na mobilní síťové technologii vhodné pro budoucí prostředí mobilní a bezdrátové komunikace. Cílem je vytvořit jednotný síťový koncept schopný adaptace ve velmi heterogenním prostředí rozličných rádiových technologií, služeb a síťových prostředí. Důraz je kladen na podporu spolupráce a konkurence mezi různými hráči na trhu vytvořením rozhraní, které umožňují přímo domluvit smlouvu, jak se budou jednotlivé služby poskytovat. Tento přístup jde za hranici spolupráci běžných protokolů a očekává se jeho dlouhodobý efekt na trhu bezdrátových sítí. Ústředním prvkem projektu je koncept slučování sítí, který se zabývá dynamikou cílového prostředí. Je založen na otevřeném konceptu funkcí k správě sítí, který může být rozšířen o nové funkce, stejně tak jako může fungovat nad současnými sítěmi.
- 1. fáze projektu (2004 – 2005) položila základní pojmy. Práce z první fáze projektu je shrnuta v anglicky psaném dokumentu Deliverable D1-5 „Ambient Networks Framework Architecture“.
- 2. fáze projektu (2006 – 2007) se zaměřuje na potvrzení platnosti navržených konceptů. Jeden z klíčových výsledků této fáze je integrovaný prototyp, který bude použit ke studiu uskutečnitelnosti konceptu Ambientních sítí pro množství různých scénářů. Takzvaný ACS (Ambient Control Space, česky Ambientní řídící prostor) prototyp bude použit k interaktivnímu testování komponent vyvíjených v rámci projektu na skutečné implementaci ACS. Souběžně pokračující práce od návrhů k implementacím zjemní přesný popis systému. Navíc, standardizace konceptu kompozice (anglicky) je určena i pro 3GPP.
- 3. fáze projektu se zaměří na integraci napříč projekty z Wireless World Initiative. Může být na příklad zkoumáno, zda by mohla být aplikace MobiLife běžící na aplikační platformě SPICE Archivováno 20. 8. 2006 na Wayback Machine. použita v řídící infrastruktuře ambientních sítích, použitím nové bezdrátové technologie WINNER běžící na rekonfigurovatelné platformě.

## Rozhraní a jejich použití
Interní část Ambientních sítí je tvořena ACS. Poskytuje funkce a je plně pod správou zdrojů v síti. Ambientní sítě se nevyjadřují o uzlech, nýbrž o sítích, přestože na počátku všechny sítě mohou obsahovat pouze jediný uzel. Tyto sítě se musí zcela samostatně spojit, aby vytvořily síť v původním slova smyslu. Vytvoření kompozice obsahuje vyjednávání, poté realizaci kompoziční domluvy. Rozhodnutí zda se sloučit nebo ne závisí na předkonfigurovaném nastavení.
Navenek Ambientní sítě poskytují tři rozhraní pro komunikaci s ACS:
- ANI (Ambient Network Interface, česky Ambientní síťové rozhraní). Pokud se chce síť spojovat, musí tak činit přes toto rozhraní
- ASI (Ambient Service Interface, česky Ambientní rozhraní služeb). Přes toto rozhraní se volají funkce poskytované ACS.
- ARI (Ambient Resource Interface, česky Ambientní rozhraní zdrojů). Přes toto rozhraní se poskytují zdroje uvnitř sítě (například: síťová konektivita).

Rozhraní jsou použita, aby odstínila vnitřní struktury sítě pod nimi.
Pokud se dvě sítě potkají a rozhodnou se sloučit, z dvou jejich ACS vznikne jeden nový ACS (nicméně uvnitř tohoto nového globálního ACS budou mít obě sítě stále své vlastní ACS spolu s rozhraními). Nově zkomponovaný ACS bude mít přirozeně svůj vlastní ANI, ASI i ARI rozhraní a bude ho používat k případnému dalšímu spojení s dalšími Ambientními sítěmi. Další možnost je, že se dvě Ambientní sítě nespojí nebo ustanoví nový virtuální ACS, který převezme spojené řízení nad danou množinou sdílených zdrojů.

## Funkční entity v rámci ACS
Funkce ACS je rozdělena do jednotlivých funkčních entit (FE, anglicky Functional Entities). ACS poskytuje flexibilní a rozšiřitelný systém pro běh těchto FE jako distribuovaný systém. Například:
- Composition FE: řízení kompozice ambientních sítích
- Bearer Management FE
- Handover and Location Management FE: řízení přecházení mezi sítěmi a umístění v síti
- Multi Radio Resource Management FE: řízení různorodých bezdrátových zdrojů
- Overlay Management FE
- QoS FE: řízení kvality služeb

## Příklad využití
Alice má při sobě takzvanou osobní síť (Personal Area Network, PAN): má zapnutý Bluetooth na svém PDA, mobilní telefon a nese si i laptop. Všechny tyto zařízení jsou zapnuty a tvoří síť. Její laptop má schopnost se připojit pomocí dostupné Wi-Fi sítě a její mobilní telefon se může připojovat pomocí GPRS, přičemž GPRS je pomalejší a mnohem dražší. Alice je v pohybu a její laptop jí stahuje emaily za použití GPRS připojení na mobilu:
Laptop → (Bluetooth) → Mobile → (GPRS) → síť mobilního operátora → Internet
Během chůze se dostává do oblasti pokryté bezplatnými bezdrátovými přístupovými body: v tomto okamžiku se její PAN začne připojovat k přístupovému bodu. Toto je nazýváno slévání sítí (tedy její vlastní PAN a sítě v níž se nachází daný přístupový bod). Jakmile je toto slévání ukončeno, stahování jejích emailů pokračuje zcela bez přerušení, ale místo přes drahé a pomalé GPRS spojení se nyní používá nově vytvořené Wi-Fi připojení. Pokud se nyní Alice rozhodne prohlížet webové stránky na svém PDA, bude toto využívat také Wi-Fi připojení přes laptop:
PDA → (bluetooth) → Laptop → (WLAN) → přístupový bod